# Hans-Jürgen Schuster
Hans-Jürgen Schuster (* 1. Mai 1951 in Reichenbach im Vogtland) ist ein deutscher Politiker (FDP). Von 2009 bis 2014 war er Abgeordneter im Sächsischen Landtag.

## Leben
Schuster besuchte von 1958 bis 1970 die Schule, welche er mit Abitur abschloss. Danach leistete er bis 1973 seinen Wehrdienst beim medizinischen Dienst ab. Anschließend absolvierte er bis 1979 ein Medizinstudium an den Universitäten in Halle und Dresden. Im Jahr 1980 hatte er das Staatsexamen und die Approbation erhalten und war zehn Jahre lang als Ärztlicher Mitarbeiter am Bezirkskrankenhaus Plauen angestellt. 
Seit 1985 ist Schuster Facharzt für Urologie und im Jahr 1989 wurde er promoviert. Von Oktober 1989 bis Juli 1991 arbeitete er als Praxisassistenz in einer urologischen Praxis in München und im Anschluss wurde er Oberarzt der Urologischen Abteilung im Stadtkrankenhaus Bad Wildungen. Von August 1991 bis Ende 1992 war er als Urologe in eigener Praxis in Münchberg tätig. Ab Dezember 1992 eröffnete er seine Niederlassung in Plauen.
Von 1998 bis 2002 war Schuster Berufsverbandsvorsitzender der sächsischen Urologen und seit 1999 ist er Mitglied der Kammerversammlung der Landesärztekammer Sachsen. Ebenfalls seit 1999 ist er Ausschussmitglied des Finanzausschusses der Landesärztekammer und Mitglied des Stadtrates in Plauen.
Schuster ist verheiratet und hat zwei Kinder.

## Politik
Zunächst war er für die Freie Wählergemeinschaft Plauen im Stadtrat, bis er im Frühjahr 2000 FDP-Mitglied wurde und seitdem für diese im Stadtrat ist. 
Im September 2009 zog er in den Sächsischen Landtag ein, dort wurde er gesundheitspolitischer Sprecher seiner Fraktion. Weiterhin war er Mitglied im Ausschuss für Soziales und Verbraucherschutz. Mit dem Ausscheiden der FDP aus dem Landtag bei der Landtagswahl in Sachsen 2014 verlor er sein Abgeordnetenmandat.